# Concierto de ángeles (El Greco, Retablos del Hospital Tavera)
Concierto de ángeles  es una obra de El Greco, realizada en 1608 durante su último período toledano. Se conserva en la Pinacoteca Nacional de Atenas. Consta con la referencia 44-B en el catálogo razonado realizado por el profesor e historiador del arte Harold Wethey, especializado en El Greco.

## Análisis
Probablemente a finales del siglo XIX, esta obra fue cortada de La anunciación (Retablos del Hospital Tavera), la cual había sido realizada para el retablo lateral derecho de la iglesia del Hospital de Tavera. Por lo tanto, no se trata de una composición independiente, sino de la parte superior de dicho lienzo. Los colores son pálidos y abundantemente mezclados con color blanco: hay diversas tonalidades de rosa, verde, azul y blanco.
Como en la parte superior del otro fragmento, en éste también aparece un coro celestial de ángeles, algunos de ellos con la espalda vuelta hacia el espectador, lo que constituye un recurso habitual del barroco y del manierismo. Las cabezas muy alargadas y la anatomía de los personajes son una herencia de Miguel Ángel, aunque también se aprecia el trabajo de Jorge Manuel, el hijo del pintor, que acabó el lienzo iniciado por El Greco. Tanto este fragmento como la parte inferior, muestran que esta Anunciación pertenece a la etapa de mayor calidad y madurez de toda la carrera artística de Jorge Manuel. Las figuras resultan consistentes, a pesar de ser ligeras, desproporcionadas, y con actitudes disparatadas. El colorido es muy bello.

## Procedencia
1. Marqués de Castro Serna, Madrid;
2. Vizconde de Rota, Madrid;
3. Von Nemes, Budapest;

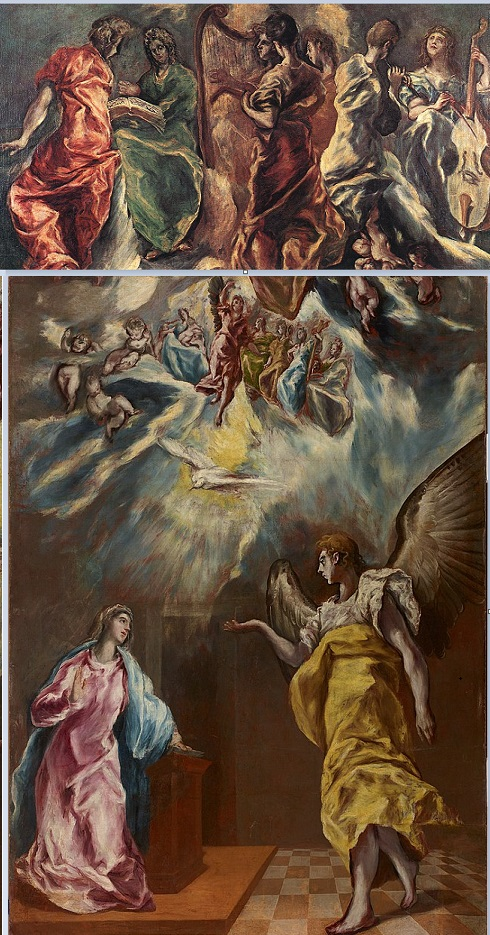
Reconstrucción de "La Anunciación", antes de ser cortada la parte superior.

4. Exhibido en la Pinacoteca Antigua de Múnich;
5. Comprado por la Pinacoteca Nacional de Atenas en 1931.[3]